# Repubblica (metropolitana di Milano)
Repubblica è una stazione della linea M3 della metropolitana di Milano.

## Storia
La stazione fu costruita come parte della prima tratta, da Centrale FS a Duomo, della linea M3 della metropolitana, entrata in servizio il 3 maggio 1990.
A partire dal 1997, con l'apertura della stazione di Milano Repubblica, è divenuta un nodo di interscambio con il passante ferroviario.

## Strutture e impianti
Repubblica, come tutte le altre stazioni della linea M3, è accessibile ai disabili.
Sorge sotto l'omonima piazza e presenta uscite, comuni a quelle dell'omonima stazione del passante, oltre che in piazza della Repubblica anche in via Vittor Pisani.
Dalla stazione di Repubblica si diparte un binario di raccordo, lungo circa un chilometro, con la stazione di Caiazzo sulla linea M2.
La stazione dista 713 metri da Centrale FS e 613 metri da Turati.

## Interscambi
La fermata costituisce un importante interscambio con la stazione di Milano Repubblica.
Nelle vicinanze della stazione effettuano fermata alcune linee urbane di superficie, tranviarie ed automobilistiche, gestite da ATM.
- Stazione ferroviaria (Milano Repubblica)
- Fermata tram (Repubblica M3, linee 1, 9, e 33)
- Fermata autobus

## Servizi
La stazione dispone di:
- Accessibilità per portatori di handicap
- Ascensori
- Scale mobili
- Emettitrice automatica biglietti
- Servizi igienici
- Stazione video sorvegliata